# ネスク
株式会社ネスク(@nsk)は、石川県金沢市に本社を置くインターネットサービスプロバイダである。
北國新聞社の関連企業。

## 事業所
本社
- 石川県金沢市南町2番1号　北國新聞会館3階

## 沿革
- 1986年5月1日 - 金沢ニューメディア・サービス株式会社として設立
- 1995年6月20日 - 社名を株式会社日本海ネットに変更
- 1999年12月24日  - 社名を現在の株式会社ネスクに変更

## 主な事業内容
- インターネット接続、コンテンツ制作、システム構築などインターネットに関する事業

## CM
- 浜辺美波 2014年～

## サービスエリア
- フレッツ・光プレミアム…日本全国
- フレッツADSL…日本全国
- ネスクADSL…北陸3県